# Richard Dobbs Spaight
Richard Dobbs Spaight (ur. 25 marca 1758, zm. 6 września 1802) – amerykański prawnik i polityk.
Był uczestnikiem Konwencji Konstytucyjnej w Filadelfii w 1787 roku, na której uzgodniono Konstytucję Stanów Zjednoczonych, której był sygnatariuszem.
W latach 1792–1795 był gubernatorem stanu Karolina Północna.
W latach 1798–1801 z ramienia Partii Republikańskiej był przedstawicielem stanu Karolina Północna w Izbie Reprezentantów Stanów Zjednoczonych.
Zmarł 6 września 1802 roku śmiertelnie raniony w pojedynku przez swojego politycznego rywala i następcę w Kongresie Stanów Zjednoczonych, federalistę Johna Stanly’a.
Jego syn, Richard Dobbs Spaight Jr., oraz wnuk, Richard Spaight Donnell, także byli przedstawicielami stanu Karolina Północna w Izbie Reprezentantów Stanów Zjednoczonych.